# Louis-René des Forêts
Louis René Pineau des Forêts, dit Louis-René des Forêts ou plus simplement Des Forêts, né le 28 janvier 1916 dans le 16e arrondissement de Paris et mort le 30 décembre 2000 dans le 14e arrondissement de Paris, est un écrivain français.
Il est l’auteur d’une dizaine d’ouvrages largement commentés par la critique.

## Biographie

### Jeunesse et études
Louis-René des Forêts naît à Paris, fils d'Armand René Pineau des Forêts et d'Edmée Marie Mathilde Léopoldine Aubert du Petit-Thouars de Saint-Georges.
Après une scolarité secondaire à Bourges, Louis-René des Forêts suit des études de droit et de sciences politiques. Il sort de l'École libre des sciences politiques (section diplomatique, 1935), non diplômé.
Il commence à faire paraître des chroniques musicales et littéraires. C'est à la fin des années 1930 qu'il fait la connaissance de Jean de Frotté, qui le met en relation avec Patrice de La Tour du Pin, Michel du Boisberranger et Jean Chauvel. Mobilisé en 1939, il est de retour chez lui, dans le Berry, en 1940. Il s'engage dans la Résistance.

### Parcours professionnel
Ses débuts littéraires datent de l'Occupation. Entre 1941 et 1943, il écrit Les Mendiants, publiés par Gallimard, et suivis en 1946 du Bavard, presque ignoré du public.
Des Forêts se lie d'amitié avec Raymond Queneau et André Frénaud.
Après une année de travail avec le jeune éditeur Robert Laffont, il se retire en province.
Il publie dans plusieurs revues : L'Arbalète, Les Lettres nouvelles, La Nouvelle Revue française. En 1953, il revient à Paris et participe chez Gallimard à la conception de l'Encyclopédie de la Pléiade, avec Raymond Queneau. Il se lie alors d'amitié avec Michel Gallimard, Robert Antelme, Georges Bataille et Maurice Blanchot.
Il fonde en 1954 le Comité contre la guerre d'Algérie, avec Dionys Mascolo, Edgar Morin et Robert Antelme.
En 1960, il publie La Chambre des enfants, prix des Critiques. En septembre de la même année, il est un des signataires du Manifeste des 121 sur le droit à l’insoumission dans la guerre d’Algérie,.
De 1966 à 1983, des Forêts est membre du comité de lecture de Gallimard. En 1967, il fonde la revue L'Éphémère, avec Yves Bonnefoy, André du Bouchet, Paul Celan, Jacques Dupin, Michel Leiris et Gaëtan Picon ; il fait également paraître au Mercure de France Les Mégères de la mer. Chez le même éditeur paraît en 1997 son dernier ouvrage, Ostinato, autobiographie fragmentée dont la rédaction a été entreprise dès 1975 et dont la NRF, L'Ire des vents, Art Press, La Quinzaine littéraire et Le Cahier du refuge ont donné des extraits ou des ébauches entre 1984 et 1994.
Après sa mort, en 2001, paraît Pas à pas jusqu’au dernier ; ce recueil de « fragments réunis et révisés par l’auteur peu avant sa mort, apparaît [...] comme un testament extrêmement lucide destiné aux êtres ‘‘animés’’ que sont le langage et la mémoire ». Il avait épousé Janine Carré (1920-2015).

## Distinctions
Des Forêts reçoit le Prix des Critiques en 1960. Plusieurs prix lui sont remis dans les années 1980 et 1990 : le prix Maeterlinck, à Bruxelles en 1988, puis, pour l'ensemble de son œuvre, le grand prix national des Lettres en 1991 et le Grand Prix de littérature de la SGDL en 1997. Enfin, il reçoit en 1997, le prix de l'écrit intime pour Ostinato.

## Publications

### Œuvres

#### Ouvrages
- Les Mendiants, roman, Gallimard, 1943 ; édition définitive, 1986.
- Le Bavard, récit, Gallimard, 1946.
- La Chambre des enfants, récits, Gallimard, 1960.
- Les Mégères de la mer, poème, Mercure de France, 1967.
- Voies et détours de la fiction, essai, Fata Morgana, 1985.
- Un malade en forêt, Fata Morgana, 1985.
- Le Malheur au Lido, récit, Fata Morgana, 1987.
- Poèmes de Samuel Wood, poèmes, Fata Morgana, 1988.
- Face à l'immémorable, fragments, Fata Morgana, 1993.
- Ostinato, fragments autobiographiques, Mercure de France, 1997.
- Pas à pas jusqu'au dernier, récit, Mercure de France, 2001.
- Strawinsky et Webern au Domaine musical, éditions William Blake & co, 2003  (ISBN 2-84103-122-5) Texte précédemment publié dans La Nouvelle revue française en janvier 1957
- Œuvres complètes, présentation de Dominique Rabaté, Gallimard, collection « Quarto », 2015  (ISBN 978-2070148615)

#### En revues
- « Le Jeune Homme qu'on surnommait Bengali », dans Le Livre des lettres, 1943 ; éd. corrigée dans Cahiers du temps qu'il fait, no 6-7, 1991[14].
- « Scolies à propos du Bavard », dans Théodore Balmoral, no 58, 2008.

### Correspondance
- Lettre sur Les Mendiants (à René Vincent, novembre 1943), Maurice Imbert, 1991.
- Soixante-dix lettres à Jean-Benoît Puech (1971-1991), don de J.-B. Puech à la bibliothèque Jacques-Doucet, 2002.
- Douze lettres au même (1998-2000), don aux Archives Fata Morgana (Saint-Clément-de-Rivière), 2025.

### Filmographie
- Benoît Jacquot, Louis-René des Forêts interrogé par Jean-Benoît Puech, coll. « Les Hommes-livres » (dir. Jérôme Prieur), La Sept, l'INA, Feeling Productions, 16 mm, couleur, 52 min, 1988.

#### Ouvrages
- Maurice Blanchot, Une voix venue d'ailleurs, éditions Virgile, coll. « Ulysse fin de siècle », 1992.
- Marc Comina, Louis-René des Forêts : L'Impossible Silence, Champ Vallon, 1998.
- François Dominique, À présent, Louis-René des Forêts, Mercure de France, 2012  (ISBN 2715234082 et 978-2715234086)
- John Naughton, Louis-René des Forêts, Rodopi, 1993.
- Jean-Benoît Puech, Louis-René des Forêts, roman, Farrago, 2000.
- Pascal Quignard, Le Vœu de silence, Fata Morgana, 1985.
- Dominique Rabaté, Louis-René des Forêts : La Voix et le Volume, Corti, 1991.
- Jean Roudaut, Louis-René des Forêts, Seuil, coll. « Les Contemporains », 1995.
- Jean Roudaut, Encore un peu de neige, Mercure de France, 1996.
- Emmanuel Delaplanche, Louis-René des Forêts : Empreintes, Publie.net, 2018.
- Jean Roudaut, Le Centre de gravité. À propos des écrits de Louis-René des Forêts, Classiques Garnier, coll. « Études de littérature des XXe et XXIe siècles », 2021.

#### Articles
- Maurice Blanchot, « La Parole vaine », postface au Bavard, UGE « 10/18 », 1963 ; dans L'Amitié, Gallimard, 1971.
- Denise Bourdet, Louis-René des Forêts, dans: Encre sympathique, Paris, Grasset, 1966.
- Bernard Pingaud, « Les Pouvoirs de la voix », dans L'Expérience romanesque, Gallimard, coll. « Idées », 1983.
- Serge Canadas, « L.-R. des Forêts : L'Inabordable Question », Critique, no 442, Minuit, mars 1984.
- Max Loreau, « L.-R. des Forêts et le tourment de la parole souveraine », dans Po&sie, no 29, Belin, 1984.
- Edmond Jabès, « L.-R. des Forêts ou le Malaise de la question », dans Le Livre des marges, Le Livre de poche, 1987.
- Yves Bonnefoy, « Une écriture de notre temps », dans La Vérité de parole, Mercure de France, 1988.
- Jean-Benoît Puech (dir.) et Dominique Rabaté (dir.), « Louis-René des Forêts », Les Cahiers du Temps qu’il fait, no 6-7, 1991.
- Sarah-Dominique Rocheville, « Un loup étouffé au dehors : Pas à pas jusqu’au dernier de Louis-René des Forêts », Études françaises, vol. 39, no 1,‎ 2003, p. 57-66 (lire en ligne).
- Richard Millet, « Sur L.-R. des Forêts », dans Accompagnements, P.O.L, 1991.
- Antony Wall, « La parole mystique est un prétexte », Poétique, no 88, Seuil, novembre 1991.
- Yannick Haenel, « Le Mystère Molieri », Recueil, no 26, Champ Vallon, 1993.
- Yves Leclair, « Louis-René des Forêts », L’École des lettres « lycée », no 10, 15 avril 1994.
- Paul Garapon, « Ostinato, de L.-R. des Forêts : Une version de l'inachevable », Esprit, novembre 1997.
- Vincent Védrenne (Jean-Benoît Puech), « Description d'un combat », Le Nouveau Recueil, no 43, Champ Vallon, 1997.
- Laurent Nunez, « Bavardage sur un Bavard », dans Les Écrivains contre l'écriture, 2006, José Corti.
- Jean Roudaut, « Nuit manuscrite », Théodore Balmoral, no 58, 2008.
- Claude Perruchot, « La littérature du silence (À propos de Parain, Blanchot et Des Forêts) », Études françaises, vol. 2, no 1, 1966, p. 109-116 (lire en ligne).

#### Témoignages
- François Dominique, À présent : Louis-René des Forêts, Mercure de France, 152 p., 2013.
- Jean Fougère, Un grand secret, La Table ronde, 149 p., 2004.
- Jean-Benoît Puech, Journal d’apprentissage : Conversations avec Louis-René des Forêts (1971-1991), Centre de recherches sur les arts et le langage, CNRS – EHESS, 310 p., 1994.